# Hipótesis monofilética de la neurona
La hipótesis monofilética de la neurona es una hipótesis acerca del origen filogenético de las neuronas, que postula que las neuronas se originaron en un phylum y a partir de ahí fueron evolucionando hacia formas más complejas.

## Historia
La hipótesis monofilética de la neurona surgió de modo natural mientras se consideraba al filo de los cnidarios como el más primitivo provisto de neuronas del reino animal. En efecto, en estos seres vivos encontramos redes nerviosas. A su vez, se consideraba al grupo de los poríferos (desprovisto de neuronas propiamente dichas) como el más antiguo dentro del reino animal.
Sin embargo, estudios posteriores demostraron que los ctenofora, que en principio se consideraban estrechamente emparentados con los cnidarios, eran un grupo distinto y filogenéticamente anteriores a los cnidarios. Y entre ambos grupos encontramos dos filos desprovistos de neuronas: los poríferos y los placozoos.
Este hecho llevó a considerar una segunda hipótesis sobre el origen de las neuronas, la hipótesis polifilética de la neurona, que propone que se originaron de modo independiente en más de un filo, en concreto en los cnidarios y ctenóforos, por lo que el desarrollo posterior de las neuronas sería un ejemplo de evolución convergente.

## Evidencias
Actualmente existen argumentos científicos a favor de ambas hipótesis, por lo que el origen de las neuronas todavía no se puede considerar clarificado.
Los argumentos a favor de la hipótesis monofiletica postulan que las neuronas se originaron en los ctenoforos y pasaron a los filos posteriores, pero que por alguna razón acabaron desapareciendo en los placozoos y en los poríferos.
El hecho de que en los poríferos estén presentes (aunque sin expresarse) genes homólogos a los del clado Bilateria que hacen posible la sinapsis, nos puede hacer pensar que ambos grupos proceden de un ancestro común provisto de neuronas.
A favor hipótesis polifiletica está la presencia en los cnidarios de determinados genes reguladores de neurotransmisores que no están presentes en los ctenoforos.